# Jan-Willem van Schip
Jan-Willem van Schip (né le 20 août 1994 à Schalkwijk) est un coureur cycliste néerlandais, participant à des épreuves sur route et sur piste. 
Il est notamment champion du monde de la course aux points en 2019 et de l'américaine en 2023.

## Biographie

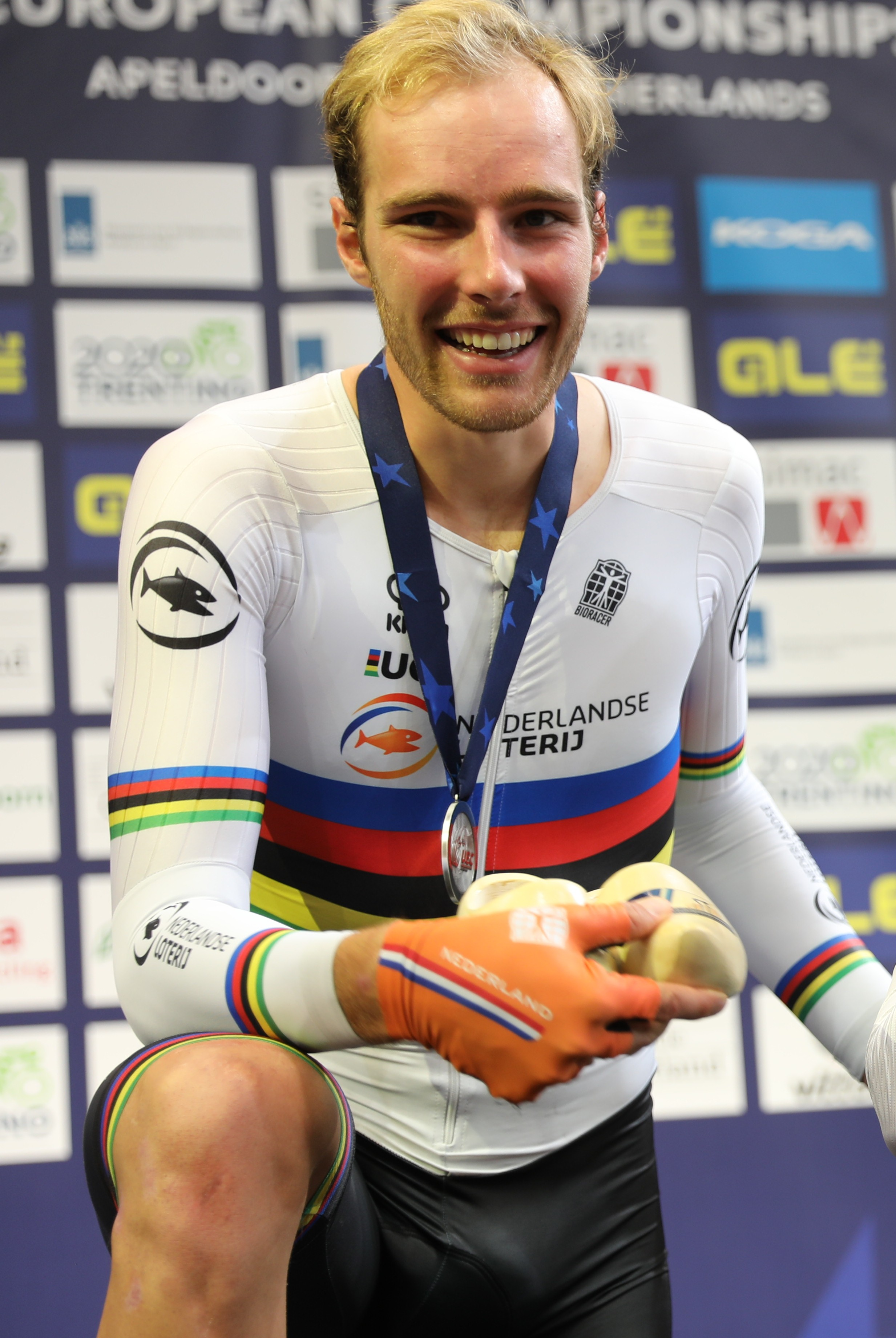
Jan-Willem van Schip en 2019.

Depuis 2011, dans les différentes catégories d'âge, Jan-Willem van Schip fait partie de la sélection néerlandaise sur piste. Il participe aux épreuves d'endurance. Depuis 2015, il est membre de l'équipe nationale de poursuite par équipes. 
En 2016, il remporte sur route une étape du Tour de Mersin et porte également le maillot de leader pendant deux jours. En août, il est sélectionné pour participer aux Jeux olympiques de Rio de Janeiro. Lors de la poursuite par équipes, il est accompagné par Wim Stroetinga, Joost van der Burg et Nils van 't Hoenderdaal dans la poursuite par équipe. Après une lourde chute de van der Burg en qualifications, le quatuor néerlandais est éliminé.
En 2018, il passe professionnel au sein de l'équipe Roompot-Nederlandse Loterij. Aux mondiaux sur piste, organisé à domicile à Apeldoorn, van Schip remporte la médaille d'argent sur la course aux points et l'omnium. Au deuxième semestre 2018, il termine quatrième de la première édition de la Great War Remembrance Race, une nouvelle course cycliste disputée en Belgique. En 2019, il décroche le titre de champion du monde de course aux points et remporte trois médailles aux Jeux européens, l'or sur l'omnium et l'argent sur la course aux points et la course à l'américaine (avec Yoeri Havik). Sur la route, il gagne la 1re étape du Tour de Belgique, après avoir résisté au retour du peloton. 
En 2020, il remporte l'américaine (avec Yoeri Havik) et l'omnium de la Coupe du monde de Milton. Aux mondiaux sur piste de Berlin, il est vice-champion du monde de l'omnium. En 2021, il participe aux Jeux olympiques de Tokyo, sans obtenir de médailles. En octobre, il est championnat d'Europe de l'américaine avec Yoeri Havik, mais ne peut être présent aux mondiaux, car les Pays-Bas n'ont participé à aucune course à l'américaine lors de la Coupe des nations sur piste.
En 2022, avec Havik, il gagne l'américaine lors de l'épreuve de la Coupe des Nations à Milton, au Canada. L'année suivante, le duo devient champion du monde de l'américaine lors du sprint final. En 2024, van Schip est sélectionné pour les Jeux olympiques de Paris. Il se classe seulement 15e de l'omnium, à cause notamment d'une avant-dernière place sur la course à élimination. Il est ensuite disqualifié de la course à l'américaine après avoir donné un coup de tête à son rival de l'équipe britannique Oliver Wood et l'avoir fait tomber de son vélo. Lors des mondiaux de Ballerup, il est éliminé de la  course à élimination après une manœuvre dangereuse. Le coureur ayant des gestes indécents et très expressifs en quittant la piste, il est suspendu cinq semaines du 27 décembre 2024 au 1er février 2025 et doit payer une amende 1000 francs suisses.

## Palmarès sur piste

### Jeux olympiques
- Tokyo 2020
  - 5e de la course à l'américaine
  - 6e de l'omnium
- Paris 2024
  - Disqualifié  de la course à l'américaine

### Championnats du monde
- Londres 2016
  - 8e de la poursuite par équipes
- Hong Kong 2017
  - 11e de la poursuite par équipes[8]
  - 16e de la poursuite individuelle[9]
- Apeldoorn 2018
  -  Médaillé d'argent de l'omnium
  -  Médaillé d'argent de la course aux points
- Pruszków 2019
  -  Champion du monde de la course aux points
  - 5e de l'omnium
- Berlin 2020
  -  Médaillé d'argent de l'omnium
- Glasgow 2023
  -  Champion du monde de la course à l'américaine (avec Yoeri Havik)

### Coupe du monde
- 2017-2018
  - 1er de l'omnium à Minsk
- 2018-2019
  - 3e de l'omnium à Berlin
- 2019-2020
  - 1er de l'américaine à Milton (avec Yoeri Havik)
  - 1er de l'omnium à Milton

### Coupe des nations
- 2022
  - 1er de l'américaine à Milton (avec Yoeri Havik)
  - 2e de l'omnium à Milton
- 2023
  - 2e de la course à l'américaine à Jakarta
  - 2e de la course à l'américaine au Caire
  - 3e de l'omnium à Milton
- 2024
  - 2e de l'américaine à Milton

### Championnats d'Europe
| Édition / Épreuve | Course aux points | Américaine | Omnium |
| Apeldoorn 2019    | Argent            | Argent     |        |
| Granges 2021      |                   | Or         |        |
| Granges 2023      |                   |            | 6e     |

### Jeux européens
| Édition / Épreuve | Course aux points | Américaine | Omnium |
| Minsk 2019        | Argent            | Argent     | Or     |

### Six jours
- 2023
  - Rotterdam (avec Yoeri Havik)
- 2024
  - Berlin (avec Yoeri Havik)

### Championnats nationaux
- 2011
  - 3e du championnat des Pays-Bas du scratch juniors
  - 3e du championnat des Pays-Bas de l'américaine juniors
- 2017
  -  Champion des Pays-Bas de l'omnium
  - 2e du championnat des Pays-Bas du scratch
  - 2e du championnat des Pays-Bas de course aux points
  - 2e du championnat des Pays-Bas de l'américaine
- 2018
  - 2e du championnat des Pays-Bas du scratch
  - 2e du championnat des Pays-Bas de course aux points
  - 2e du championnat des Pays-Bas de l'américaine
- 2019
  -  Champion des Pays-Bas de l'omnium
  - 2e du championnat des Pays-Bas de l'américaine
- 2023
  - 2e du championnat des Pays-Bas de l'américaine
  - 3e du championnat des Pays-Bas de l'élimination

## Palmarès sur route

### Par année
- 2016
  - Omloop Houtse Linies
  - 1re étape du Tour de Mersin
  - Grand Prix Marcel Kint
  - 2e étape de l'Olympia's Tour
  - 3e de l'Omloop van de Braakman
  - 3e du championnat des Pays-Bas du contre-la-montre espoirs
  - 3e du Kernen Omloop Echt-Susteren
- 2017
  - Tour de Drenthe
  - 3e étape du Tour de Normandie
  - 2e étape de l'An Post Rás
  - 3e étape du Tour de Bohême-du-Sud
- 2018
  - Slag om Norg
- 2019
  - 1re étape du Tour de Belgique
- 2021
  - 2e de la Ronde van de Achterhoek
- 2024
  - 2e du Tour de la Mirabelle

### Classements mondiaux
| Année                                 | 2016 | 2017 | 2018 | 2019 | 2020  | 2021 | 2022 | 2023  | 2024  |
| ------------------------------------- | ---- | ---- | ---- | ---- | ----- | ---- | ---- | ----- | ----- |
| Classement mondial                    | 592e | 411e | 174e | 518e | 1295e | 833e | 984e | 2498e | 1852e |
| UCI Europe Tour                       | 370e | 204e | 80e  | 396e | 992e  | 639e | 717e | nc    | nc    |
| UCI Asia Tour                         | 621e | nc   | nc   |      |       |      |      |       |       |
|                                       |      |      |      |      |       |      |      |       |       |
| Légende : nc = non classéSource : UCI |      |      |      |      |       |      |      |       |       |